# Caucasalia
Caucasalia es un género de plantas herbáceas perteneciente a la familia de las asteráceas. Comprende 6 especies descritas y de estas, solo 4 aceptadas.

## Taxonomía
El género fue descrito por Rune Bertil Nordenstam y publicado en Pl. Syst. Evol. 206(1-4): 22. 1997

## Especies aceptadas
A continuación se brinda un listado de las especies del género Caucasalia aceptadas hasta julio de 2012, ordenadas alfabéticamente. Para cada una se indica el nombre binomial seguido del autor, abreviado según las convenciones y usos.
- Caucasalia macrophylla (M.Bieb.) B.Nord.
- Caucasalia parviflora (M.Bieb.) B.Nord.
- Caucasalia pontica (K.Koch) Greuter
- Caucasalia similiflora (Kolak.) B.Nord.